# Мігель Мір
Мігель Мір (ісп. Miguel Mir; нар. 18 квітня 1956) — колишній іспанський тенісист.
Найвищу одиночну позицію світового рейтингу — 158 місце досяг 26 грудня 1979, парну — 237 місце — 2 січня 1984 року.
Найвищим досягненням на турнірах Великого шолома було 2 коло в парному розряді.

## Титули на челленджерах

### Одиночний розряд: (1)
| Ранг | Рік  | Турнір           | Покриття | Суперник          | Рахунок  |
| ---- | ---- | ---------------- | -------- | ----------------- | -------- |
| 1.   | 1979 | Галатіна, Італія | Ґрунт    | Алехандро П'єрола | 6–1, 7–6 |